# NoLimits
NoLimits Rollercoaster Simulation ist ein Computerprogramm zur Simulation von Achterbahnen. Das Programm, bestehend aus einem Editor und einem Simulator, basiert auf OpenGL, welches die Programmierung von Echtzeit-3D-Anwendungen erlaubt. Entwickelt wurde NoLimits ab 1999 von Ole Lange, einem Informatikstudenten aus Hamburg, zunächst im Alleingang.
Dem Benutzer ist es möglich, in dem im Vergleich zu Profi-CAD-Software leicht zu bedienenden Editor seine eigene Strecke fast aller gängigen Achterbahntypen zu entwerfen oder eine vorgefertigte Strecke aus einer Auswahl real existierender Achterbahnen zu laden und sie im Simulator aus verschiedenen Perspektiven und in 3D-Echtzeit sofort auszuprobieren. Dabei hat man die Möglichkeit, entweder die Rolle des Fahrgastes, eines außenstehenden Beobachters oder die des Ride-Operators am virtuellen Schaltpult einzunehmen. Als Ride-Operator verfügt man über manuelle Funktionen zum Betrieb der Achterbahn, zum Beispiel das Öffnen und Schließen der Schulterbügel und der Stationstüren, die Zugfreigabe aus der Station und der Notstop, bei dem die gesamte Anlage zum Stillstand kommt. Da das Programm einen hohen Grad an Realität aufweist, wird es von namhaften Herstellern, wie z. B. Intamin, Gerstlauer, Maurer Söhne oder Vekoma zur Visualisierung geplanter Achterbahnen verwendet. Diese Visualisierungen werden z. B. zur Präsentation genutzt oder um sich ein Bild der neuen Anlage zu schaffen. Am 10. Januar 2014 wurde die Fortsetzung von NoLimits unter dem Titel NoLimits 2 veröffentlicht.

## Typen
In NoLimits stehen dem Benutzer insgesamt 30 Modelle verschiedener Hersteller und in den Kategorien Stahl und Holz zur Verfügung.
| Modell                            | Hersteller                 | Beispiel                                                 |
| --------------------------------- | -------------------------- | -------------------------------------------------------- |
| Steel Looping Coaster             | BHS/Zierer/Schwarzkopf     | Olympia Looping                                          |
| Corkscrew Coaster/Shuttle Coaster | Vekoma                     | Big Loop/Boomerang                                       |
| SLC Inverted Coaster              | Vekoma                     | Blue Tornado                                             |
| Inverted Coaster                  | Bolliger & Mabillard       | Black Mamba/Batman The Ride                              |
| Hyper Coaster                     | Bolliger & Mabillard       | Silver Star                                              |
| Mega Coaster                      | Intamin                    | Expedition GeForce                                       |
| Euro-Fighter                      | Gerstlauer Amusement Rides | Typhoon                                                  |
| Spinning Coaster                  | Maurer Söhne               | Winja’s Fear & Winja’s Force                             |
| Motorbike Coaster                 | Vekoma                     | Booster Bike                                             |
| Wooden Coaster                    | Intamin                    | Colossos                                                 |
| Mine Train Coaster                | Vekoma                     | Colorado Adventure                                       |
| X-Car Coaster                     | Maurer Söhne               | Sky Wheel                                                |
| Twister Coaster                   | Zamperla                   | Crazy Mouse                                              |
| Dive Coaster                      | Bolliger & Mabillard       | Griffon (Busch Gardens Europe)/Krake (Heide Park Resort) |
| Wing Coaster                      | Bolliger & Mabillard       | Raptor (Gardaland)/Flug der Dämonen                      |

## Tools
Es existieren zahlreiche Tools, die zum Verändern der Strecke oder der Umgebung dienen können.
- AHG (Automatischer Herzlinien-Generator) – Ein Tool, das – auf Basis der bisherigen Strecke als Herzlinie – eine neue Strecke generiert. Diese hat somit bei seitlichen Schienenneigungen die bisherige Strecke (die neue Herzlinie) als Drehpunkt.
- ObjectCreator – Ein Tool zum Erstellen von 3D-Objekten, die später zur Gestaltung einer Achterbahn dienen können. (Nicht mehr käuflich erwerbbar)
- ToolBox – Ein Tool zum Auslesen der Daten der gebauten Strecke
- TrackPackager – Ein Tool zum Packen einer Achterbahn (im .nltrack-Format) und zugehöriger Dateien (z. B. 3D-Objekte oder Texturen) in eine .nlpack-Datei. Dies erleichtert den Online-Austausch der Achterbahnen.
- NLCK (NoLimits Construction Kit) – Ein Tool zum Verändern der Strecke und zum Anbringen von Flanschen, womit man die Stützen der Achterbahn detailreicher gestalten kann. (Ebenfalls nicht mehr käuflich erwerbbar, jedoch seit März 2010 gratis verfügbar)
- Elementary – Ein Tool, mit dem man durch den Einsatz einer simplen Programmiersprache Elemente für eine Strecke anhand mathematischer Formeln entwerfen und später einsetzen kann.
- Purgatorium – Ein Tool, mit dem man bestehende Elemente drehen, verkleinern, vergrößern, spiegeln und invertieren kann.